# Micropeza grallatrix
Micropeza grallatrix är en tvåvingeart som beskrevs av Friedrich Hermann Loew 1868. Micropeza grallatrix ingår i släktet Micropeza och familjen skridflugor. Inga underarter finns listade i Catalogue of Life.